# Itatinga
Itatinga es un municipio brasileño del estado de São Paulo. Se localiza a una latitud 23°6′6″ sur y a una longitud 48º36'57" oeste, estando a una altitud de 845 metros. Su población estimada en 2004 era de 16 306 habitantes.

## Toponimia
"Itatinga" es un término tupí que significa "piedra blanca", a partir de la unión de los términos itá ("piedra") y ting ("blanco").

## Geografía

### Hidrografía
- Río Nuevo
- Río Pardo
- Río de Santo Inácio
- Río Paranapanema
- Represa de Jurumirim
- Diversos arroyos.

### Carreteras
- SP-280

### Demografía
Datos del censo - 2000
Población total: 15 446
- Urbana: 13 533
- Rural: 1913
  - Hombres: 7912
  - Mujeres: 7534

Densidad demográfica (hab./km²): 15,76
Mortalidad infantil hasta 1 año (por mil): 16,47
Expectativa de vida (años): 70,90
Tasa de fertilidad (hijos por mujer): 2,85
Tasa de alfabetización: 88,57%
Índice de Desarrollo Humano (IDH-M): 0,759
- IDH-M Salario: 0,672
- IDH-M Longevidad: 0,765
- IDH-M Educación: 0,840

(Fuente: IPEADATA)

## Galería de fotos

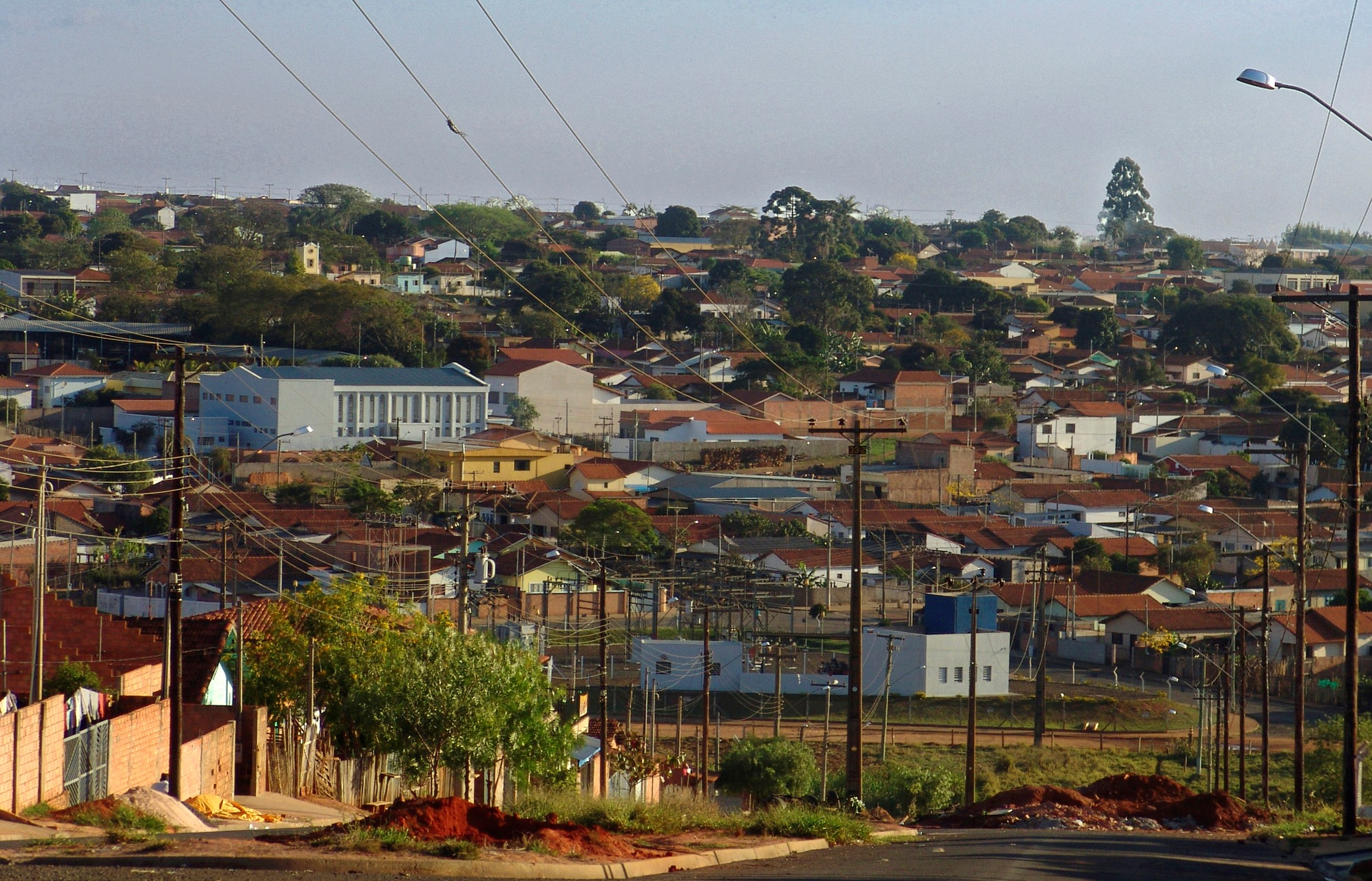
Vista de la ciudad
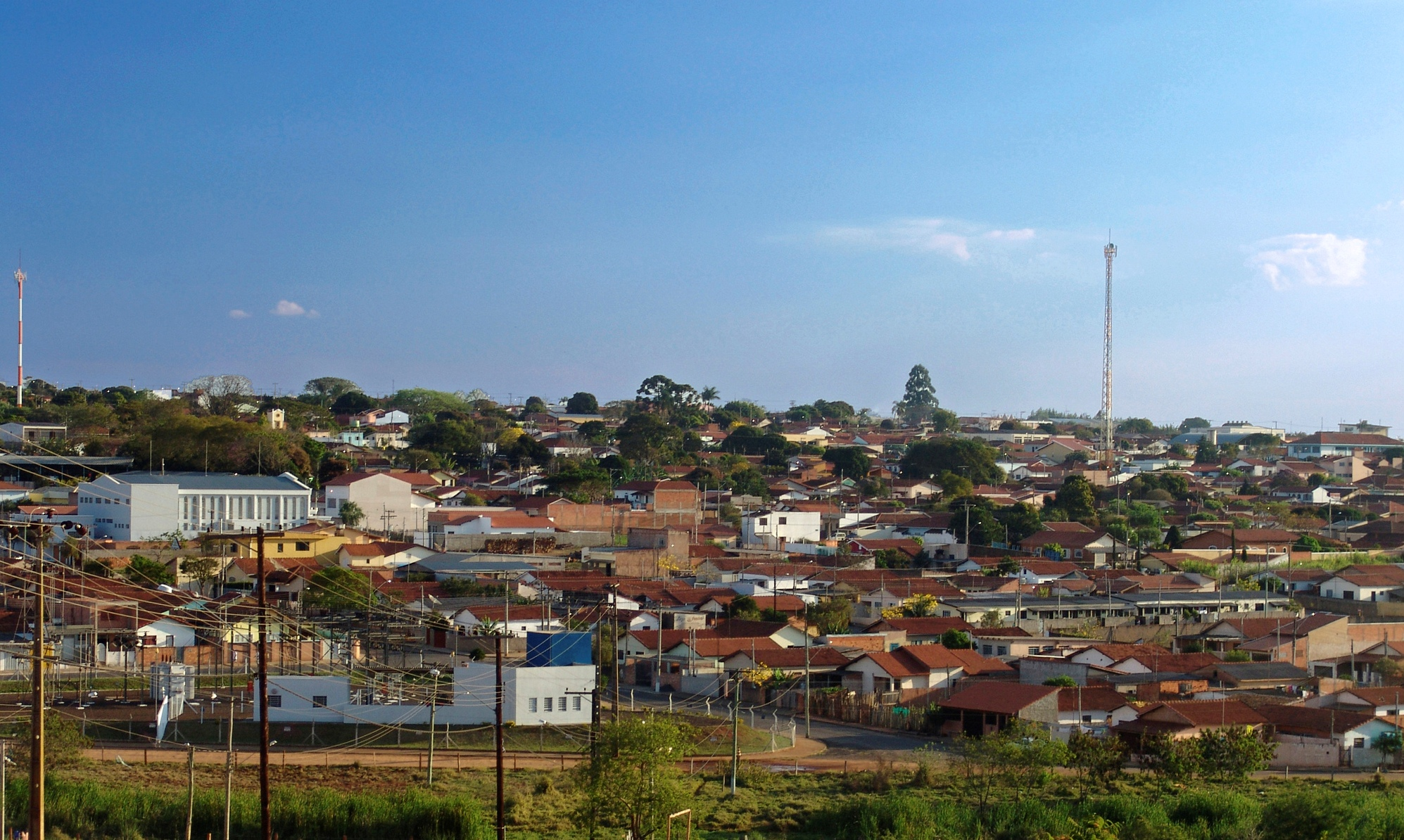
Vista
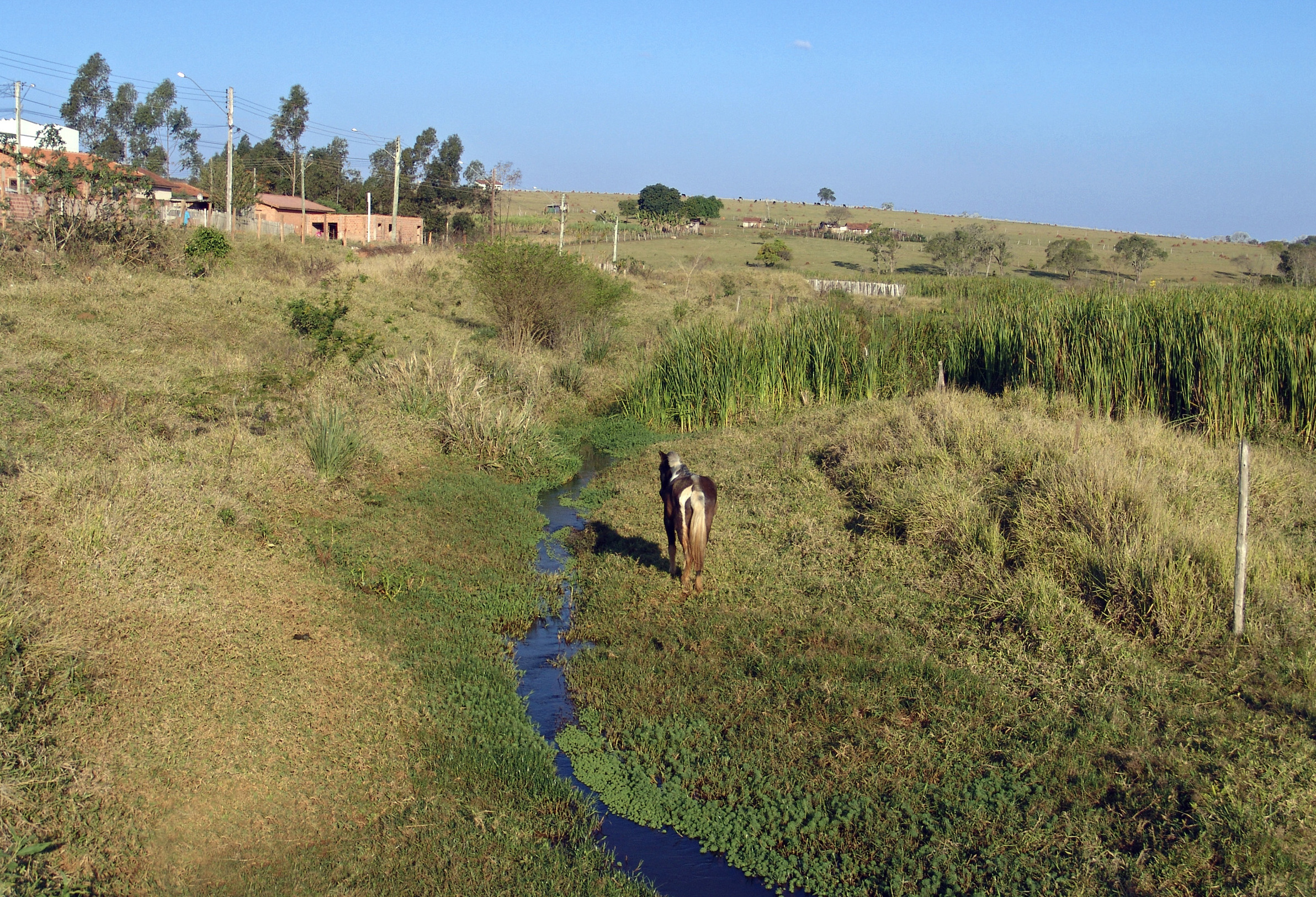
Río Nuevo, en Itatinga, bien próximo de su naciente
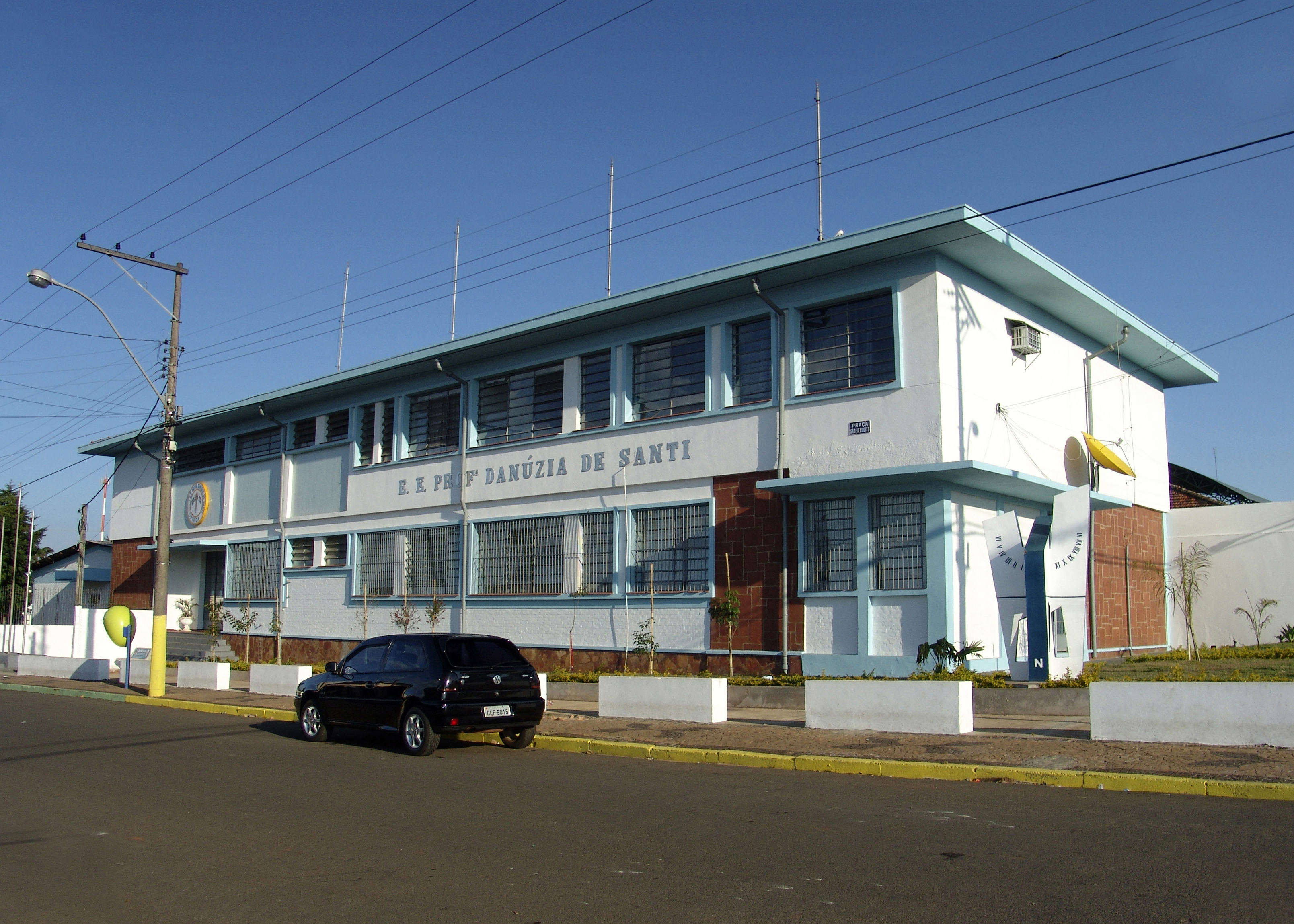
Escuela Profesora Danúzia de Santi (centro)
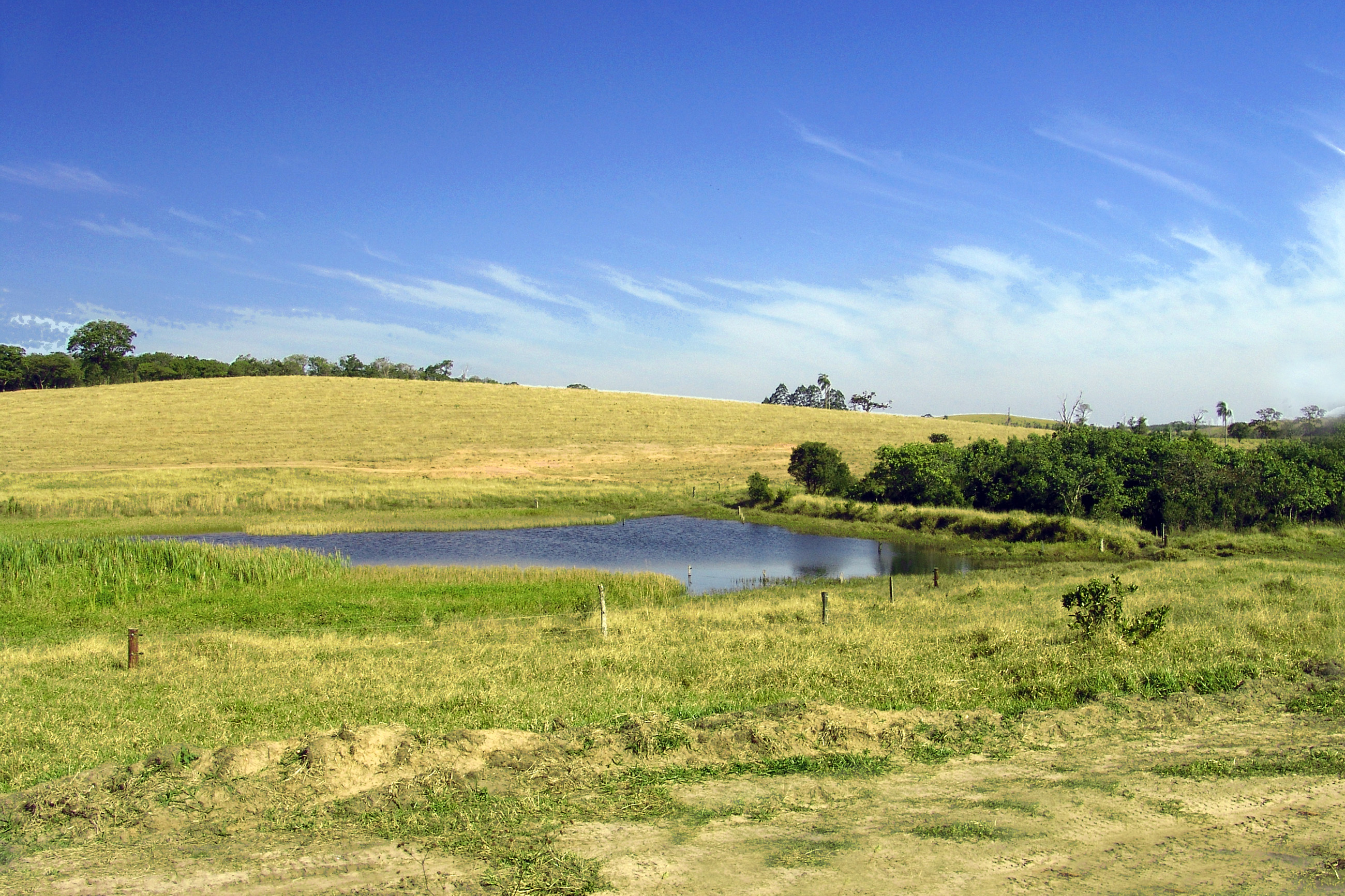
Lugar exacto de la naciente del Río Nuevo